# Poker en 2011
Cet article résume les événements liés au monde du poker en 2011.

## Tournois majeurs

### World Series of Poker 2011
Pius Heinz remporte le Main Event.

### World Series of Poker Europe 2011
Elio Fox remporte le Main Event.

### World Poker Tour Saison 9
| Étape                       | Vainqueur               |
| --------------------------- | ----------------------- |
| Southern Poker Championship | Alexander Kuzmin        |
| Venise                      | Alessio Isaia           |
| L.A. Poker Classic          | Gregory Brooks          |
| Bay 101 Shooting Star       | Alan Sternberg          |
| Vienne                      | Dmitry Gromov           |
| Hollywood Poker Open        | Mike Scarborough        |
| Seminole Hard Rock Showdown | Taylor von Kriegenbergh |
| WPT Championship            | Scott Seiver            |

### World Poker Tour Saison 10
| Étape                            | Vainqueur           |
| -------------------------------- | ------------------- |
| Spanish Championship             | Lukas Berglund      |
| Slovénie                         | Marcello Marigliano |
| Legends of Poker                 | Will Failla         |
| Grand Prix de Paris              | Matthew Waxman      |
| Borgata Poker Open               | Bobby Oboodi        |
| Malte                            | Matt Giannetti      |
| World Poker Finals               | Daniel Santoro      |
| Amnéville                        | Adrien Allain       |
| Jacksonville                     | Anthony Ruberto     |
| Marrakech                        | Mohamed Ali Houssam |
| Prague                           | Andrey Pateychuk    |
| Five Diamond World Poker Classic | James Dempsey       |
| Venise                           | Edoardo Alescio     |

### European Poker Tour Saison 7
| Étape      | Vainqueur            |
| ---------- | -------------------- |
| PCA        | Galen Hall           |
| Deauville  | Lucien Cohen         |
| Copenhague | Michael Tureniec     |
| Snowfest   | Vladimir Geshkenbein |
| Berlin     | Ben Wilinofski       |
| San Remo   | Rupert Elder         |
| Madrid     | Ivan Freitez         |

### European Poker Tour Saison 8
| Étape     | Vainqueur        |
| --------- | ---------------- |
| Tallinn   | Ronny Kaiser     |
| Barcelone | Martin Schleich  |
| Londres   | Benny Spindler   |
| San Remo  | Andrey Pateychuk |
| Loutraki  | Zimnan Ziyard    |
| Prague    | Martin Finger    |

### North American Poker Tour Saison 2
La saison est interrompue en raison du Black Friday.
| Étape      | Vainqueur      |
| ---------- | -------------- |
| PCA        | Galen Hall     |
| Uncasville | Vanessa Selbst |

### Asia Pacific Poker Tour Saison 5
| Étape               | Vainqueur        |
| ------------------- | ---------------- |
| Melbourne           | Leo Boxell       |
| Queenstown Snowfest | Marcel Schreiner |
| Macao               | Randy Lew        |

### Latin American Poker Tour Saison 4
| Étape          | Vainqueur         |
| -------------- | ----------------- |
| São Paulo      | Alex Manzano      |
| Viña del Mar   | Murilo Figueiredo |
| Lima           | Kemal Ferri       |
| Punta del Este | Alex Komaromi     |
| Medellín       | Julián Menéndez   |

### France Poker Series Saison 1
| Étape       | Vainqueur          |
| ----------- | ------------------ |
| Paris Final | Marvin Rettenmaier |

### France Poker Series Saison 2
| Étape           | Vainqueur   |
| --------------- | ----------- |
| Sunfest Mazagan | Anas Tadini |

### UK and Ireland Poker Tour Saison 2
| Étape      | Vainqueur         |
| ---------- | ----------------- |
| Nottingham | Gareth Walker     |
| Manchester | Matthew McDerra   |
| Cork       | Samad Razavi      |
| Newcastle  | Richard Sinclair  |
| Brighton   | Chris O'Donnell   |
| Édimbourg  | Fintan Gavin      |
| Dublin     | Joeri Zandvliet   |
| Londres    | Benjamin Spindler |

### Estrellas Poker Tour Saison 2
| Étape           | Vainqueur                 |
| --------------- | ------------------------- |
| Madrid          | Ricardo Escobar           |
| Malaga          | Antonio Dieguez Rodríguez |
| Alicante        | Alejandro Barcelo         |
| Saint-Sébastien | Fabian Deimann            |
| Ibiza           | Grzegorz Gosk             |

### Italian Poker Tour Saison 2
| Étape         | Vainqueur         |
| ------------- | ----------------- |
| Campione      | Eros Nastasi      |
| Malte 2       | Giacomo Loccarini |
| Nova Gorica 2 | Mustapha Kanit    |
| Malte 3       | Marco Figuccia    |

### Italian Poker Tour Saison 3
| Étape       | Vainqueur         |
| ----------- | ----------------- |
| Campione    | Domenico Cordi    |
| San Remo    | Luca Pagano       |
| Nova Gorica | Oleksii Kovalchuk |
| Campione 2  | Danilo Donnini    |

### Eureka Poker Tour Saison 1
| Étape       | Vainqueur                 |
| ----------- | ------------------------- |
| Prague      | Keith Johnson             |
| Nova Gorica | Antonio Diéguez Rodríguez |
| Varna       | Idan Greenberg            |
| Zagreb      | Richard Bodis             |
| EPT Prague  | Geir Engholm              |

### Australia New Zealand Poker Tour Saison 3
| Étape      | Vainqueur        |
| ---------- | ---------------- |
| Adélaïde   | Octavian Voegele |
| Perth      | Grant Levy       |
| Sydney     | Michael Kanaan   |
| Gold Coast | Peter Matusik    |
| Canberra   | Xiuming Huang    |
| Queenstown | Marcel Schreiner |
| Melbourne  | Lee Nelson       |
| Darwin     | Jack Drake       |

### Crown Australian Poker Championships 2011
David Gorr remporte le Main Event, Sam Trickett le High Roller et Erik Seidel le Super High Roller.

### Partouche Poker Tour 2011
Sam Trickett remporte le Main Event.

## Poker Hall of Fame
Barry Greenstein et Linda Johnson sont intronisés.

## Divers
Le 15 avril 2011, l'accès depuis les États-Unis aux sites PokerStars, Full Tilt Poker et Absolute Poker fut fermé après une action menée par le Department of Justice américain pour fraude bancaire, organisation illégale de jeux d'argent et blanchiment d'argent,. Cet événement est connu dans la communauté du poker sous le nom de Black Friday.